# Gina Bellman
Gina Bellman (Auckland, 10 de julho de 1966) é uma atriz neozelandesa.
Filha de pais judeus nascidos na Inglaterra mas de origem Russa e Polaca  que emigraram para Nova Zelândia da Inglaterra na década de 1950. Sua família voltou para o Reino Unido quando ela tinha 11 anos de idade.
Tornou-se conhecida em sua participação no seriado Coupling. Em 2008 ela estreou na série de drama Leverage, do canal TNT.
Casada com Lucho Brieva, tem uma filha nascida em 2009.